# Отцовство (Доктор Хаус)
«Paternity» (с англ. — «Отцовство») — второй эпизод телесериала Доктор Хаус. В этом эпизоде 16-летний школьник, страдающий от ночных кошмаров и галлюцинаций, получает травму во время игры в лякросс. В клинике Хаус встречается с матерью, которая не верит в вакцинацию, и любителем судебных тяжб.

## Сюжет
Хаус скептически относится к пациенту клиники Принстон-Плэйнсборо, жалующемуся на двоение в глазах и ночные ужасы. Причина этого в том, что у семьи пациента есть письмо, якобы написанное самим Хаусом. Хаус понимает, что письмо написала Кэмерон, но выслушивает пациента. Пациент, по имени Дэн (его сыграл Скотт Мекловиц) — 16-летний игрок в лякросс, незадолго до этого ударившийся головой (во время матча). Хаус трактует симптомы пациента как сотрясение и плохое зрение, и близок к тому, чтобы отпустить мальчика домой. Но затем он замечает у Дэна подергивание ноги, что необычно для бодрствующего человека. Хаус сразу же соглашается взять пациента и начинает тесты.
Хаус считает, что отец Дэна не является его истинным биологическим отцом, и заключает об этом пари с Форманом. Через некоторое время у Дэна снова появляются ночные ужасы. Ничто не объясняет причину этого, пока Хаус не находит обширную закупорку в одном из кровеносных сосудов Дэна. Хаус и его команда пытаются как можно быстрее снизить давление, но приходят к заключению, что не закупорка вызывает все симптомы. На самом деле это ещё один симптом.
Среди ночи обнаруживается, что Дэн исчез из своей кровати. Кэмерон, Чейз и Форман везде ищут его и вскоре находят на крыше. У пациента галлюцинация и ему кажется, что он находится на поле для лякросса. Чейз хватает Дэна в тот момент, когда мальчик уже готов переступить через край крыши. Хаус встревожен развитием ситуации, потому что оно исключает его предыдущую версию — рассеянный склероз. Новый диагноз, предложенный Кэмерон — нейросифилис. Для лечения этого заболевания, врачи планируют ввести пенициллин напрямую в спинной мозг, но во время укола Дэн испытывает слуховые галлюцинации и это исключает этот диагноз. Хаус поставлен в тупик развитием ситуации и советуется с Уилсоном. Родители Дэна злятся, узнав, что Хаус пьёт кофе с Уилсоном в то время, как их сын умирает. Но Хаус демонстрирует им глубокое знание текущего состояния Дэна. Он отправляет родителей идти поддержать Дэна, а сам берёт их кофе, чтобы провести ДНК-тест на отцовство (для пари с Форманом). Тесты показывают, что ни один из родителей не связан с Дэном биологически (Хаус выигрывает пари у Формана, Кэмерон, Уилсона и Кадди) и Хаусу приходит новая идея. Он вспоминает ребёнка, которого лечил раньше, и мать которого была против вакцинации.
Хаус полагает, что в младенческом возрасте Дэн заразился вирусом кори от своей биологической матери (которая могла быть не привита) и вирус мутировал, оставался латентным на протяжении 16 лет и снова появился в его мозге. Чтобы подтвердить теорию Хауса, и избегая опасной биопсии мозга, врачи проводят биопсию сетчатки Дэна.
Дэн полностью поправляется. Выясняется, что Дэн знал о своем усыновлении (из-за ямочки на подбородке, которой не было ни у кого из родителей), но это его не волнует — он любит своих родителей. В конце эпизода становится ясно, что в молодости Хаус играл в лякросс. Хаус стоит около поля (как будто он пришел на игру Дэна), но затем оказывается, что кроме него там никого нет. Хаус берёт свою трость как клюшку для лякросса, и, кажется, думает о былых временах на фоне песни Рикки Ли Джонс (англ. Ricky Lee Jones) «On Saturday Afternoons in 1963 (Years May Go By)».

## Медицинские ошибки
- Биопсия сетчатки сквозь зрачок не является офтальмологической процедурой. Такая процедура привела бы к рубцеванию роговицы и формированию катаракты, с вероятностью смещения хрусталика, кровоизлияния в стекловидное тело и отслоения сетчатки. Биопсия сетчатки должна была быть проведена витреоретинальным хирургом в операционной с использованием витрэктомии.
- Ночные ужасы — это не ночные кошмары, а в этом эпизоде их путают.

## Рейтинг
На сайте TV.com эпизод получил оценку 8.8 из 10.